# Гійом де Лопіталь
Гійом Франсуа Антуан де Лопіталь (фр. Guillaume François Antoine de L'Hôpital; 1661, Париж — 2 лютого 1704, Париж) — французький математик, член Французької Академії Наук. Автор першого друкованого підручника з диференціального числення (1696), в основу якого були покладено лекції швейцарського вченого Й. Бернуллі.

## Життєпис
Лопіталь народився в аристократичній родині. Його батько, Ан-Александер де Лопіталь, був лейтенант-генералом королівської армії, комте (граф) Сан-Месме і перший скваєр герцога Гастона Орлеанського. Мати Елізабет Гобелін, дочка Клода Гобеліна, інтенданта королівської армії, державного радника.
Лопіталь залишив військову кар'єру через слабкий зір і ще з дитинства почав вивчати математику. Деякий час він був у колі Ніколя Малебранша в Парижі і 1691 року він зустрів там молодого Йоганна Бернуллі, який був у Франції і згодився на додачу до своїх лекцій з математичного аналізу давати приватні уроки Лопіталю в його маєтку Укку. 1693 року Лопіталя було прийнято до Французької Академії Наук, а пізніше він двічі був її віце-президентом. Серед його досягнень були визначення довжини дуги логарифмічної кривої, один із роз'язків задачі про брахістохрону і відкриття зворотної точки сингулярності на евольвенті плоскої кривої в околиці точки перегину точки перегину.

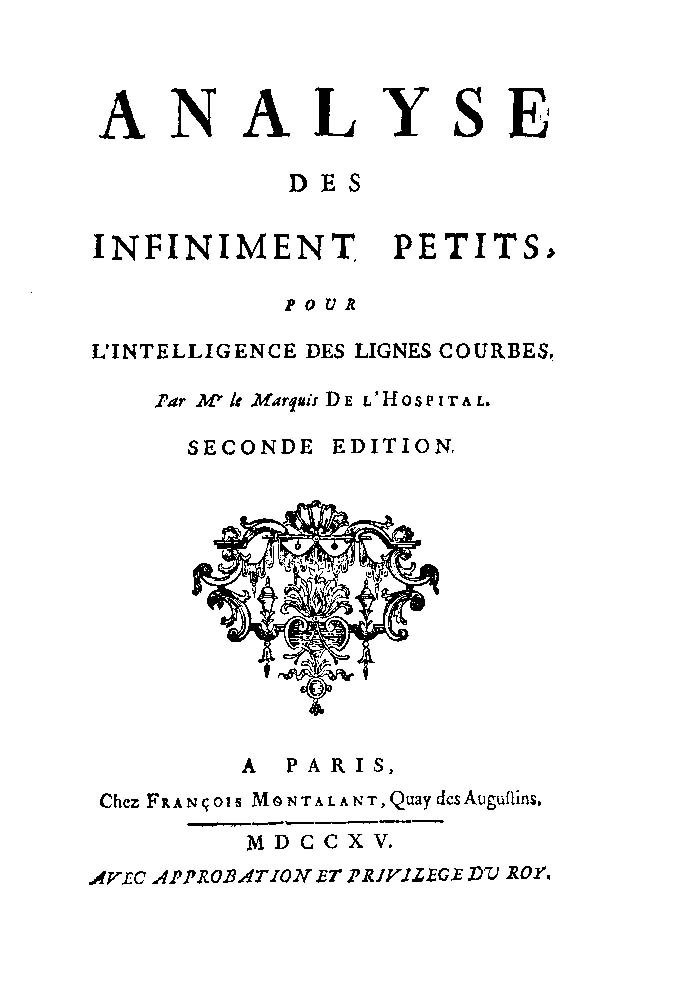
Analyse des infiniment petits pour l'intelligence des lignes courbes
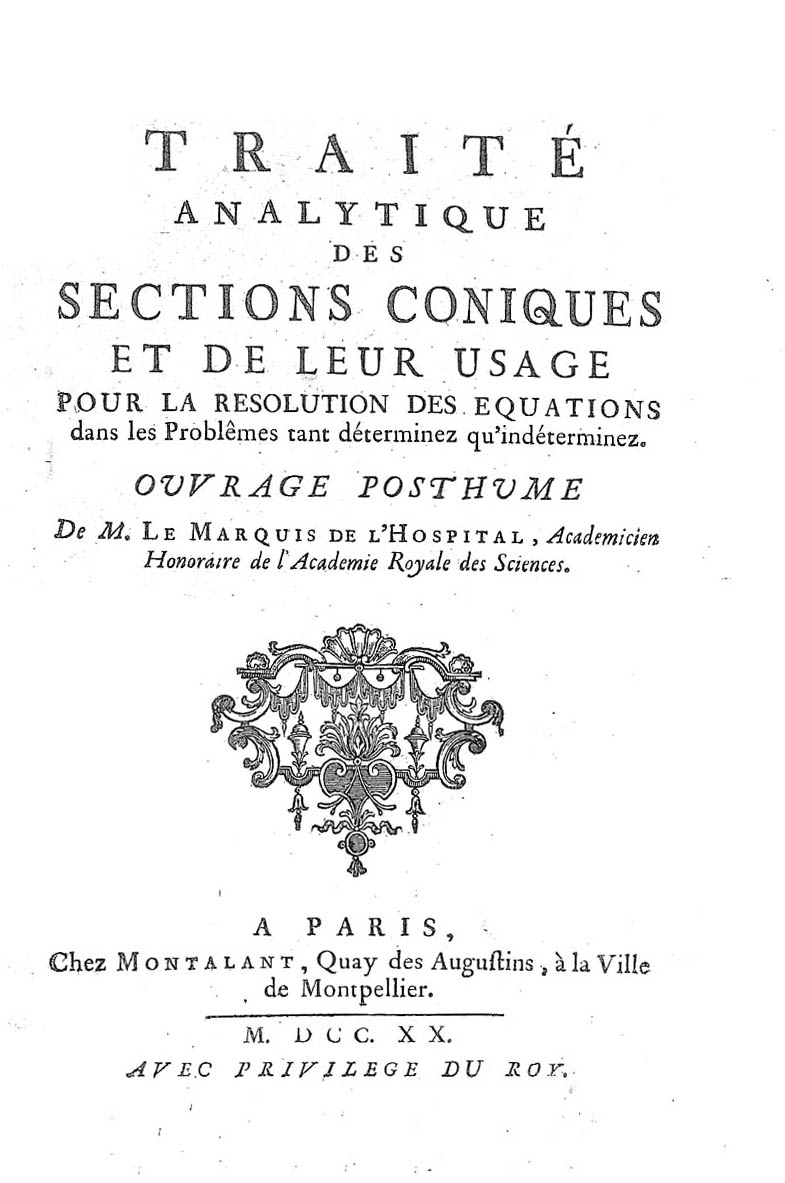
Traité analytique